# Elecciones municipales de Coronel Portillo de 2014
Las elecciones municipales de Coronel Portillo de 2014 se llevaron a cabo el 5 de octubre de 2014 para elegir al alcalde y al Concejo Provincial de Coronel Portillo para el periodo 2015-2018. La elección se celebró simultáneamente con elecciones regionales y municipales (provinciales y distritales) en todo el Perú.

## Sistema electoral
La Municipalidad Provincial de Coronel Portillo es el órgano administrativo y de gobierno de la provincia de Coronel Portillo. Está compuesta por el alcalde y el Concejo Provincial.
La votación del alcalde y el concejo se realiza en base al sufragio universal, que comprende a todos los ciudadanos nacionales mayores de dieciocho años, empadronados y residentes en la provincia de Coronel Portillo y en pleno goce de sus derechos políticos, así como a los ciudadanos no nacionales residentes y empadronados en la provincia de Coronel Portillo.
El Concejo Provincial de Coronel Portillo está compuesto por 13 regidores elegidos por sufragio directo para un período de cuatro (4) años, en forma conjunta con la elección del alcalde (quien lo preside). La votación es por lista cerrada y bloqueada. Se asigna a la lista ganadora los escaños según el método d'Hondt o la mitad más uno, lo que más le favorezca.

## Composición del Concejo Provincial de Coronel Portillo
La siguiente tabla muestra la composición del Concejo Provincial de Coronel Portillo antes de las elecciones.
| Partidos | Partidos             | Regidores |
| -------- | -------------------- | --------- |
|          | Esfuerzo Unidos      | 8         |
|          | Todo por Ucayali     | 2         |
|          | Perú Posible         | 1         |
|          | Compromiso Ucayalino | 1         |

## Partidos y candidatos
A continuación se muestra una lista de los principales partidos y alianzas electorales que participaron en las elecciones:
| Candidatura | Candidatura | Partidos y alianzas                                             | Candidatos | Candidatos                  | Ideología                                                          | Resultado previo | Resultado previo | Ref. |
| Candidatura | Candidatura | Partidos y alianzas                                             | Candidatos | Candidatos                  | Ideología                                                          | Votos (%)        | Reg.             | Ref. |
| ----------- | ----------- | --------------------------------------------------------------- | ---------- | --------------------------- | ------------------------------------------------------------------ | ---------------- | ---------------- | ---- |
|             | EU          | Lista - Esfuerzos Unidos (EU)                                   |            | Segundo Pérez Collazos      | Regionalismo ucayalino                                             | 37.53%           | 8                |      |
|             | BPU         | Lista - Bloque Popular Ucayali (BPU)                            |            | Germán Martínez Lizarzaburu | Regionalismo ucayalino                                             | 10.16%           | 1                |      |
|             | FP          | Lista - Fuerza 2011 (FP)                                        |            | Julio Reátegui Vela         | Fujimorismo Conservadurismo social Populismo de derecha            | 8.00%            | 1                |      |
|             | DD          | Lista - Democracia Directa (DD)                                 |            | Lordlivin Moreno Vásquez    | Socialismo Nacionalismo de izquierda Ecologismo                    | 2.04%            | 0                |      |
|             | AP          | Lista - Acción Popular (AP)                                     |            | Artemio Torres Ruiz         | Humanismo Nacionalismo cívico Reformismo                           | Nuevo            | Nuevo            |      |
|             | APP         | Lista - Alianza para el Progreso (APP)                          |            | Javier Tutusima Balarezo    | Liberalismo económico Conservadurismo liberal Populismo de derecha | Nuevo            | Nuevo            |      |
|             | URF         | Lista - Ucayali Región con Futuro (URF)                         |            | Celso Julca Oyarzabal       | Regionalismo ucayalino                                             | Nuevo            | Nuevo            |      |
|             | TSU         | Lista - Todos Somos Ucayali (TSU)                               |            | Antonio Marino Panduro      | Regionalismo ucayalino                                             | Nuevo            | Nuevo            |      |
|             | COU         | Lista - Confianza Ucayali (COU)                                 |            | Pablo Alejos Ipanaqué       | Regionalismo ucayalino                                             | Nuevo            | Nuevo            |      |
|             | CAMU        | Lista - Ciencia y Acción Movilizadora de Ucayali (CAMU)         |            | Oseas Rojas Zelada          | Regionalismo ucayalino                                             | Nuevo            | Nuevo            |      |
|             | FJ          | Lista - Movimiento Político Regional Fuerza Juvenil (FJ)        |            | Manuel Cenepo Lozano        | Regionalismo ucayalino                                             | Nuevo            | Nuevo            |      |
|             | CU          | Lista - Movimiento Independiente Regional Cambio Ucayalino (CU) |            | Walter Dyer Ampudia         | Regionalismo ucayalino                                             | Nuevo            | Nuevo            |      |
|             | BIDA        | Lista - Movimiento Biodiversidad y Desarrollo Amazónico (BIDA)  |            | David Hernández Morín       | Regionalismo ucayalino                                             | Nuevo            | Nuevo            |      |

## Sondeos de opinión
Las siguientes tablas enumeran las estimaciones de la intención de voto en orden cronológico inverso, mostrando las más recientes primero y utilizando las fechas en las que se realizó el trabajo de campo de la encuesta. Cuando se desconocen las fechas del trabajo de campo, se proporciona la fecha de publicación.
Leyenda:
     Sondeo realizado en el periodo de prohibición legal de la difusión de sondeos de intención de voto.

### Intención de voto
La siguiente tabla enumera las estimaciones ponderadas (sin incluir votos en blanco y nulos) de la intención de voto.
|                                |            |   |      |      |      |      |     |      |  |  |  |  |  |
| Elecciones municipales de 2014 | 5 oct 2014 | — | 31.7 | 26.0 | 15.1 | 11.3 | 3.2 | 5.7  |  |  |  |  |  |
|                                |            |   |      |      |      |      |     |      |  |  |  |  |  |
| Ipsos Perú/América             | 5 oct 2014 | ? | 36.6 | 21.3 | 14.6 | –    | –   | 15.3 |  |  |  |  |  |

## Resultados

### Sumario general
| |                                                         |              |              |              |           |           |  |  |
| Partidos y coaliciones | Partidos y coaliciones                                  | Voto popular | Voto popular | Voto popular | Regidores | Regidores |  |  |
| Partidos y coaliciones | Partidos y coaliciones                                  | Votos        | %            | ±pp          | Total     | +/−       |  |  |
| | Todos Somos Ucayali (TSU)                               | 51,744       | 31.73        | Nuevo        | 8         | +8        |  |  |
| | Movimiento Independiente Regional Cambio Ucayalino (CU) | 42,418       | 26.01        | Nuevo        | 3         | +3        |  |  |
| | Ucayali Región con Futuro (URF)                         | 18,496       | 11.34        | Nuevo        | 1         | +1        |  |  |
| | Esfuerzos Unidos (EU)1                                  | 24,589       | 15.08        | –22.45       | 1         | –7        |  |  |
| | Alianza para el Progreso (APP)                          | 5,202        | 3.19         | Nuevo        | 0         | ±0        |  |  |
| | Fuerza Popular (FP)2                                    | 4,867        | 2.98         | –5.02        | 0         | –1        |  |  |
| | Movimiento Político Regional Fuerza Juvenil (FJ)        | 4,111        | 2.52         | Nuevo        | 0         | ±0        |  |  |
| | Confianza Ucayali (COU)                                 | 3,191        | 1.96         | Nuevo        | 0         | ±0        |  |  |
| | Bloque Popular Ucayali (BPU)                            | 2,223        | 1.36         | n/a          | 0         | ±0        |  |  |
| | Ciencia y Acción Movilizadora de Ucayali (CAMU)         | 2,176        | 1.33         | Nuevo        | 0         | ±0        |  |  |
| | Acción Popular (AP)                                     | 2,128        | 1.30         | n/a          | 0         | ±0        |  |  |
| | Democracia Directa (DD)3                                | 1,006        | 0.62         | –1.42        | 0         | ±0        |  |  |
| | Movimiento Biodiversidad y Desarrollo Amazónico (BIDA)  | 943          | 0.58         | Nuevo        | 0         | ±0        |  |  |
| |                                                         |              |              |              |           |           |  |  |
| Total | Total                                                   | 163,094      |              |              | 13        | ±0        |  |  |
| |                                                         |              |              |              |           |           |  |  |
| Votos válidos | Votos válidos                                           | 163,094      | 82.34        | +15.55       |           |           |  |  |
| Votos en blanco | Votos en blanco                                         | 20,903       | 10.55        | –13.32       |           |           |  |  |
| Votos nulos | Votos nulos                                             | 14,083       | 7.11         | –2.23        |           |           |  |  |
| Votos emitidos | Votos emitidos                                          | 198,080      | 79.25        | –2.10        |           |           |  |  |
| Abstenciones | Abstenciones                                            | 51,848       | 20.75        | +2.10        |           |           |  |  |
| Votantes registrados | Votantes registrados                                    | 249,928      |              |              |           |           |  |  |
| |                                                         |              |              |              |           |           |  |  |
| Fuente: |                                                         |              |              |              |           |           |  |  |
| Notas al pie: 1 Comparado con los resultados de Esfuerzo Unidos (EU) en las elecciones de 2010. 2 Comparado con los resultados de Fuerza 2011 (F2011) en las elecciones de 2010. 3 Comparado con los resultados de Fonavistas del Perú (FDP) en las elecciones de 2010. |                                                         |              |              |              |           |           |  |  |
| Notas al pie: |                                                         |              |              |              |           |           |  |  |
| 1 Comparado con los resultados de Esfuerzo Unidos (EU) en las elecciones de 2010. 2 Comparado con los resultados de Fuerza 2011 (F2011) en las elecciones de 2010. 3 Comparado con los resultados de Fonavistas del Perú (FDP) en las elecciones de 2010.               |                                                         |              |              |              |           |           |  |  |

## Elecciones municipales distritales

### Resultados por distrito
La siguiente tabla enumera el control de los distritos de la provincia de Coronel Portillo. El cambio de mando de una organización política se resalta del color de ese partido.
| Distrito      | Alcalde(sa) titular       | Partido político | Partido político          | Alcalde(sa) electo(a)    | Partido político | Partido político          |
| ------------- | ------------------------- | ---------------- | ------------------------- | ------------------------ | ---------------- | ------------------------- |
| Campoverde    | Wiliam Amasifuén Tanchiva |                  | Ucayali Región con Futuro | Maximiliano Supa Carhuas |                  | Ucayali Región con Futuro |
| Iparía        | Pedro Saldaña Balarezo    |                  | Esfuerzo Unidos           | Pedro Saldaña Balarezo   |                  | Esfuerzos Unidos          |
| Manantay      | Guillermo Chino Mori      |                  | Integrando Ucayali        | Said Torres Guerra       |                  | Todos Somos Ucayali       |
| Masisea       | Raúl Contreras Ramírez    |                  | Integrando Ucayali        | Raúl Contreras Ramírez   |                  | Todos Somos Ucayali       |
| Nueva Requena | Humberto Banda Estela     |                  | Ucayali Región con Futuro | José Escobedo García     |                  | Integrando Ucayali        |
| Yarinacocha   | Edwin Díaz Paredes        |                  | Integrando Ucayali        | Gilberto Arévalo Riveiro |                  | Cambio Ucayalino          |